# Molnár Andrea (színművész)
Molnár Andrea (Budapest, 1980. szeptember 30. –) magyar színésznő.

## Életrajz
Az általános iskola első 2 osztályát a Keresztúri Általános Iskolában, majd a további éveket a Krúdy Gyula Általános Iskolában végezte. Az Óbudai Gimnáziumban ének-zene tagozatos osztályba járt, azaz emelt óraszámban tanult zenét. 4 évig az iskola kórusának a tagja volt, akikkel több országba is eljutott, például 1998-ban Belgiumba, ahol egy kórusfesztiválon „Arany-helyezést” értek el. 1998-ban a Nemzetközi Szlovén Ifjúsági Énekversenyen második helyen végzett. Hangképző tanárai 1998-tól 2006-ig Kővári Judit, majd 2006-tól Horváth Eszter.
Tánctanárai Bakó Gábor és Duda Éva. A Pesti Broadway Stúdióban 2005-ben fejezte be a tanulmányait, ahol színész II. képesítést kapott.

## Vizsgadarabok
- Szeretem a feleségem, Cleo szerepében, Földes Tamás rendezésében
- Jó estét nyár, jó estét szerelem, Veronika szerepében, Földes Tamás rendezésében
- Szélmalom, Kokott szerepében, Szabó P. Szilveszter rendezésében

A színész II. minősítést Veronika szerepének megformálásáért kapta meg.
2003 januárja óta tagja a Budapesti Operettszínház Musical Együttesének.

## Színpadi szerepei
- Szabó Magda: Abigél....Torma Piroska
- Karl Haffner – Richard Genée: A denevér....Ida
- Sylvester Lévay – Michael Kunze: Mozart!....Constanze
- Frank Wildhorn, Jack Murphy: Rudolf....Mitzi
- Shakespeare: Rómeó és Júlia....Róza
- Neil Simon – Cy Coleman – Dorothy Fields: Sweet Charity/Szívem csücske....Lány
- Leonard Bernstein: West Side Story....Velma
- Howard Ashman – Tim Rice – Alan Menken: A Szépség és a Szörnyeteg,
- Bernard Slade: Jövőre, veled, ugyanitt!....Doris

## Külső hivatkozások
- Molnár Andrea Weboldala